# Glenview Manor (Kentucky)
Glenview Manor es una ciudad ubicada en el condado de Jefferson en el estado estadounidense de Kentucky. En el Censo de 2010 tenía una población de 191 habitantes y una densidad poblacional de 857,51 personas por km².

## Geografía
Glenview Manor se encuentra ubicada en las coordenadas 38°17′27″N 85°38′00″O / 38.29083, -85.63333. Según la Oficina del Censo de los Estados Unidos, Glenview Manor tiene una superficie total de 0.22 km², de la cual 0.22 km² corresponden a tierra firme y (0%) 0 km² es agua.

## Demografía
Según el censo de 2010, había 191 personas residiendo en Glenview Manor. La densidad de población era de 857,51 hab./km². De los 191 habitantes, Glenview Manor estaba compuesto por el 100% blancos, el 0% eran afroamericanos, el 0% eran amerindios, el 0% eran asiáticos, el 0% eran isleños del Pacífico, el 0% eran de otras razas y el 0% pertenecían a dos o más razas. Del total de la población el 1.05% eran hispanos o latinos de cualquier raza.